# Олег Атков
Олег Юревич Атков (на руски: Олег Юрьевич Атьков) е руски лекар и космонавт.
Завършва медицина през 1973 година в Москва, след което защитава докторат по кардиология в
Московската медицинска академия“ през 1978 година.
Одобрен е за космонавт-лекар за полета на Съюз Т-10 на 9 март 1979 година. Прекарва в космоса 236 дни 22 часа и 49 минути.
Оттегля се от космонавтиката на 2 октомври 1982 година. Започва работа в Институт за клинична кардиология. От 1989 до 1996 година е директор на отдел в Международния космически университет в Страсбург, Франция.
Атков е женен и има едно дете.